# 泗水駅 (咸鏡南道)
泗水駅（サスえき、朝鮮語: 사수역）は、朝鮮民主主義人民共和国咸鏡南道長津郡にある駅で、長津線に属する。 

## 隣の駅
長津線
長津駅 - 泗水駅